# 菊地和雄
菊地 和雄（きくち かずお、1925年3月2日 - 1983年1月27日）は東京都出身の武道家であり、清心流の開祖。

## 経歴
1925年、東京都に生まれ。幼少の頃より柔道、剣道を学び、合気道開祖植芝盛平の門人となる。
1937年、神道自然流空手術本部良武館にて小西康裕（本名・良助）、袖山豊作（大日本武徳会錬士・本部朝基翁直門）、稲垣五兵衛（神道自然流）について空手を学ぶ。
戦後、良武館師範代を経て、1957年3月に清心館菊地和雄道場を設立し、同年7月14日、自らの空手に清心流空手拳法と命名し名実共に独立。その後、清心流居合、柔術、杖術の体系を確立。清心流技術顧問として、神道自然流宗家小西良助、合気道々主植芝盛平、日本拳法空手道山田辰雄を迎えいれる。
1983年1月死去、享年57。

## 年表
- 1963年、スポーツ空手競技組織全日本空手道連盟創設に加わるも、競技規則における諸問題により後に脱退、独自路線を歩む。
- 1965年以降、全国展開を図り、国内200支部の組織を作り、海外はスペイン、シンガポール、カナダ、アメリカ。門人は2万人を超す全日本清心会へと発展した。
- 1967年、総本部新築（東京）。同年、全国支部長会議で防具を採用

## 著書
- 清心流空手教室（昭和44年東洋プリント)
- 空手の流派と人
- 空手の歴史

## 清心流のその後
- 1983年、宗家菊地和雄の死後、宗家長女が二代目を襲名。
- 1985年、東京総本部指導員が退館し独自会派を起こしたため、本部指導員が不在となり閉鎖をよぎなくされ、宗家長女は二代目継承をしたが、その後本部を閉鎖した。それにより地方の各支部が単一活動をよぎなくされ本部、全国組織は自然消滅となり各支部は他流への転向や解散又は単一道場会派と清心流は減退した。
- 1987年、旧本部員を中心に日本清心流空手道連盟（会長西田隆/飛翔会）が設立され、存続する旧地方支部（7支部）への再結集が一度はなされたが連盟本部と地方支部長との考え方の相違が大きく、大半の地方支部が脱退し再統一には至らなかった。

清心流の継承問題においては、菊地和雄死後より様々な論議がなされているが菊地宗家の妻は「清心流は皆様のもの」と話している。二代目を一時継承し放棄した娘も若くして他界したため、統一された組織体がないこともあり会派・道場単位のものとなっている。
当初、旧本部副館長であった西田隆を中心とする西田派、旧全日本清心会(清心流全国組織)副会長であった岡田孝慈(千葉県松戸支部長)の岡田派が生まれ、その後、地方支部が集まり清心流空手道協会が設立され旧宇都宮支部長であった疋田清拳を会長とした疋田派の三派に大きく分かれ分裂した。
岡田派の岡田孝慈が他界し、岡田派は疋田派に加わる形になったが、旧竜ヶ崎支部長で岡田派に加わっていた中山勝雄は疋田派には移行せず日本空手道清心会として日本空手道連合会（全日本空手道連盟）へ清心会として会派登録した。
これにより西田派、疋田派、諸派という形になっており、NPO法人全日本清心会以外の各派は数名から数十名規模の町道場単位のもので流派会派としての実質的な体制は整っていないのが実情である。
その後、疋田派は参加していた岡田派が抜け、規模を縮小した。
国内外に組織基盤を持つNPO法人全日本清心会(旧札幌支部)や米山派(旧熱海支部)は新派としての独自路線を歩んでいる。

## 菊地和雄宗家認可の正統支部で現在も活動している会派一覧
- - NPO法人全日本清心会（旧札幌支部・旧早来支部）大久保派
  - 清心流空手道協会皆清館（旧宇都宮支部）疋田派⇒伊藤派
  - 清心流空手道拳真会館（旧稚内支部）和田⇒秋山派⇒長谷川派
  - スペイン清心流（旧サンセバスチャン支部）八重桜派
  - 日本空手道清心会（旧龍ヶ崎支部/旧松戸支部）中山派
  - 空手道将徳館（旧熱海支部）米山派

## 関連記事
- 空手家
- 空手家一覧